# Gleison De Paula Souza
Gleison de Paula Souza (Coronel Fabriciano, 14 maggio 1984) è un teologo brasiliano.
Il 17 novembre 2022 è stato nominato da Papa Francesco Segretario del Dicastero per i Laici, la Famiglia e la Vita.

## Biografia
È nato nel 1984 in Brasile, nello stato di Minas Gerais. Dal 2005 all'inizio del 2016 è stato membro, con voti temporanei, della Congregazione della Piccola Opera della Divina Provvidenza (Don Orione), facendo parte di diverse comunità orionine in Brasile e in Italia. Nel 2012 ha conseguito la Laurea Triennale in Filosofia presso l'"Instituto Santo Tomás de Aquino (ISTA)" a Belo Horizonte (Brasile). Successivamente, nel 2015, ha compiuto gli studi teologici nella Pontificia Università Salesiana di Roma (UPS). Nell’anno 2019, ha ottenuto la Laurea Magistrale in Scienze filosofiche all’Università del Salento, Lecce. Attualmente è dottorando in Scienze su Matrimonio e Famiglia presso il Pontificio Istituto Giovanni Paolo II per le Scienze del Matrimonio e della Famiglia.
Dal 2017 ha lavorato come docente di religione cattolica in alcuni Istituti di Istruzione Superiore della provincia di Lecce. 
Il Santo Padre Francesco lo ha nominato Segretario del Dicastero per i Laici, la Famiglia e la Vita, il 17 novembre 2022. 
Dall'11 gennaio 2023 è stato nominato da Papa Francesco Membro del Consiglio Direttivo della Pontificia Accademia per la Vita . Inoltre è Membro del Consiglio di Amministrazione della Fondazione Giovanni Paolo II per la Gioventù.
Il dott. De Paula Souza è sposato ed è padre di due figlie.